# Иньшино (Тульская область)
Иньшино — деревня в Тульской области России. С точки зрения административно-территориального устройства входит в Ботнинский сельский округ, Алексинский район. В плане местного самоуправления входит в состав муниципального образования город Алексин.

## География
Иньшино находится в северо-западной части региона, в пределах северо-восточного склона Среднерусской возвышенности, в подзоне широколиственных лесов, на реке Ботинка, при региональной автодороге 70К-021, на расстоянии примерно 2 километров (по прямой) к востоку от города Алексина, административного центра округа.
Абсолютная высота — 196  метров над уровнем моря.

### Климат
Климат на территории Иньшино, как и во всём районе, характеризуется как умеренно континентальный, с ярко выраженными сезонами года. Средняя температура воздуха летнего периода — 16 — 20 °C (абсолютный максимум — 38 °С); зимнего периода — −5 — −12 °C (абсолютный минимум — −46 °С).
Снежный покров держится в среднем 130—145 дней в году.
Среднегодовое количество осадков — 650—730 мм.

## История
По старому административному делению было центром Ин(ь)шинской волости Алексинского уезда. Было приписано к церковному приходу в Болдинском монастыре, с. Бунырево.

## Население
| 2010 |
| ---- |
| 8    |

Согласно результатам переписи 2002 года, в национальной структуре населения русские составляли 100 % из 13 чел..  

## Инфраструктура
Трансформаторная подстанция № 116.
Обслуживается отделением почтовой связи 301360.
Личное подсобное хозяйство (на апрель 2023 года 12 домов).

## Транспорт
Просёлочная дорога.